# Kurt Elsasser
Kurt Elsasser (* 14. Juli 1967 in Wagna, Steiermark) ist ein österreichischer Schlagersänger.

## Leben
Elsasser hatte bereits 1980 als Zwölfjähriger einen Erfolg mit dem Weihnachtslied Leise rieselt der Schnee und dem Lied La Montanara im allerersten Musikantenstadl und wurde als der Kinderstar in Österreich gefeiert. Nach der Matura studierte er Gesang, Schauspiel und Tanz am Salzburger Mozarteum. Im Alter von 10 Jahren nahm Kurti Elsasser Klavier- und mit 13 Jahren im Theater an der Wien „Musical-Tanzunterricht“. Im Stimmbruchalter spielte Kurti Elsasser an der Seite von Alfred Böhm, Serge Falck und Dagmar Koller, in der 12-teiligen ORF-Fernsehserie Der Leihopa mit.
1992 brachte ihm der Titel Allein die Liebe zählt im Leben den Durchbruch auf dem Gebiet des Schlagers. Im gleichen Jahr nahm er am Grand Prix der Volksmusik teil. Auch ein Jahr später (1993) erreichte er mit Stell Dir vor, i stellt’ Dir nach einen siebten Platz bei der deutschen Vorentscheidung. 1996 versuchte er es erneut mit Wer Tränen lacht, muss keine Tränen weinen und 1997 mit Die Glocken von San Marco, doch konnte er beide Male nicht das Finale erreichen. 1998 trat er für Österreich mit Lass mich dein Freund sein beim Grand Prix an.
Mit über 300 produzierten Liedern (Stand: 2008), die in den Radio-Hitparaden Österreichs, der Schweiz und Deutschlands platziert waren, zahlreichen Fernseh- und Live-Auftritten und mittlerweile über 1,8 Millionen verkauften Tonträgern blickt Kurt Elsasser auf eine erfolgreiche Musikerkarriere zurück. Er stand bereits in jungen Jahren mit Künstlern wie Curd Jürgens, Bonnie Tyler, Tony Christie, Dagmar Koller und Alfred Böhm auf der Bühne.
Im Januar 2007 präsentierte Kurt Elsasser in der ARD beim Winterfest der Volksmusik mit Nadja Abd el Farrag das Duett Blinder Passagier, das Platz 1 der Airplaycharts erreichte. 2007 wirkte Kurt Elsasser im Duett mit Nadja Abd El Farrag mit dem Lied Heimat bei der österreichischen Vorentscheidung zum Grand Prix der Volksmusik mit. Danach veröffentlichten die beiden ihr erstes gemeinsames Album Weisse Pferde, das in den obersten Plätzen der Verkaufscharts zu finden war.
Im November 2011 starb seine Frau, mit der er 28 Jahre lang zusammen war. Danach wollte Elsasser seine Karriere als Schlagersänger beenden. 2013 veröffentlichte Kurt Elsasser den Titel Wieder im Leben und begann mit Hilfe seines Freundes Florian Silbereisen ein Comeback in der Sendung Sommerfest. Mit Wieder im Leben erreichte er eine Platzierung in den österreichischen Airplaycharts, ein gleichnamiges Album folgte.
Gemeinsam mit Waltraut Haas nahm er 2016 zu deren 70-jährigem Bühnenjubiläum das Duett Dieses Glücksgefühl auf.

## Diskografie

### Alben
- 1980: La Montanara
- 1981: Bunte Welt
- 1981: Ich heiße Kurti Elsasser
- 1983: Ich wünsche mir
- 1985: Auch ich werd mal 17
- 1991: Du warst die längste Zeit allein
- 1992: Alles aus Liebe
- 1993: Komm sei lieb zu mir
- 1995: Ich danke Dir
- 1996: Lass mich dein Freund sein
- 1997: Tausend Wege führ’n in’s Paradies
- 2004: Hallo wie gehts
- 2007: Weisse Pferde (mit Naddel)
- 2013: Wieder im Leben

### Singles
- 1979: Edelweiss (unveröffentlicht)
- 1980: La Montanara (Polydor)
- 1981: Ich wollt ich wär der Huckleberry Finn (Koch)
- 1982: La Pastorella (Polydor)
- 1986: Der Sommer als Jenny sich verliebte Kurt damals noch als Daniel (Ariola)
- 1986: Engel vom Lago Maggiore Kurt damals noch als Daniel (Ariola)
- 1987: Hey du wirst ja Rot Kurt damals noch als Daniel (Bunte)
- 1987: Ich will dich ganz für mich allein Kurt damals noch als Daniel (Pilz)
- 1990: Ein Schloss am Wörthersee (Koch)
- 1991: I glaub i hab di wirklich gern (Koch)
- 1993: Stell Dir vor, i stellt' Dir nach (Koch)
- 1993: Allein die Liebe zählt im Leben (Koch)
- 1993: Romantisches Mädchen gesucht (Koch)
- 1996: Wer Tränen lacht, muss keine Tränen weinen (Koch)
- 1997: Die Glocken von San Marco (Koch)
- 1998: Lass mich dein Freund sein (Koch)
- 2001: Du zeigst mir den Himmel (LAMONT Musik)
- 2001: Mama (LAMONT Musik)
- 2004: Ich glaub du bist ein Freund (Weinberger)
- 2004: Wer weiss (Weinberger)
- 2004: Ich bin verliebt (Weinberger)
- 2005: Sag ja zum Leben (Weinberger)
- 2006: Geraldine (Watts Music)
- 2006: Manuela (Watts Music)
- 2007: Blinder Passagier (Duett mit Nadja Abd El Farrag) (Watts Music)
- 2007: Heimat (Duett mit Nadja Abd El Farrag) (Watts Music)
- 2007: Amore per sempre (Duett mit Nadja Abd El Farrag) (Watts Music)
- 2007: Weisse Pferde (Duett mit Nadja Abd El Farrag) (Watts Music)
- 2008: Weil ich dir Vertrau (Duett mit Nadja Abd El Farrag) (Watts Music)
- 2009: China Girl (Watts Music)
- 2009: Wenn Du mich noch liebst (Watts Music)
- 2009: Neusiedler See und das Burgenland (Watts Music)
- 2009: Meine Tränen (Duett mit Leona Anderson) (Watts Music)
- 2009: Ich vermiss dich immer noch (Watts Music)
- 2010: Bauchspecksong (Watts Music)
- 2013: Wieder im Leben (Watts Music)
- 2013: Lisa Marie (Lamont Musik)
- 2014: Regenbogenbunt (Lamont Musik)
- 2014: Per Sempre (Marabu Records)
- 2015: Gib mir diesen Traum (Lamont Musik)
- 2015: Frohe Weihnacht (Lamont Musik)